# Hockerill Anglo-European College

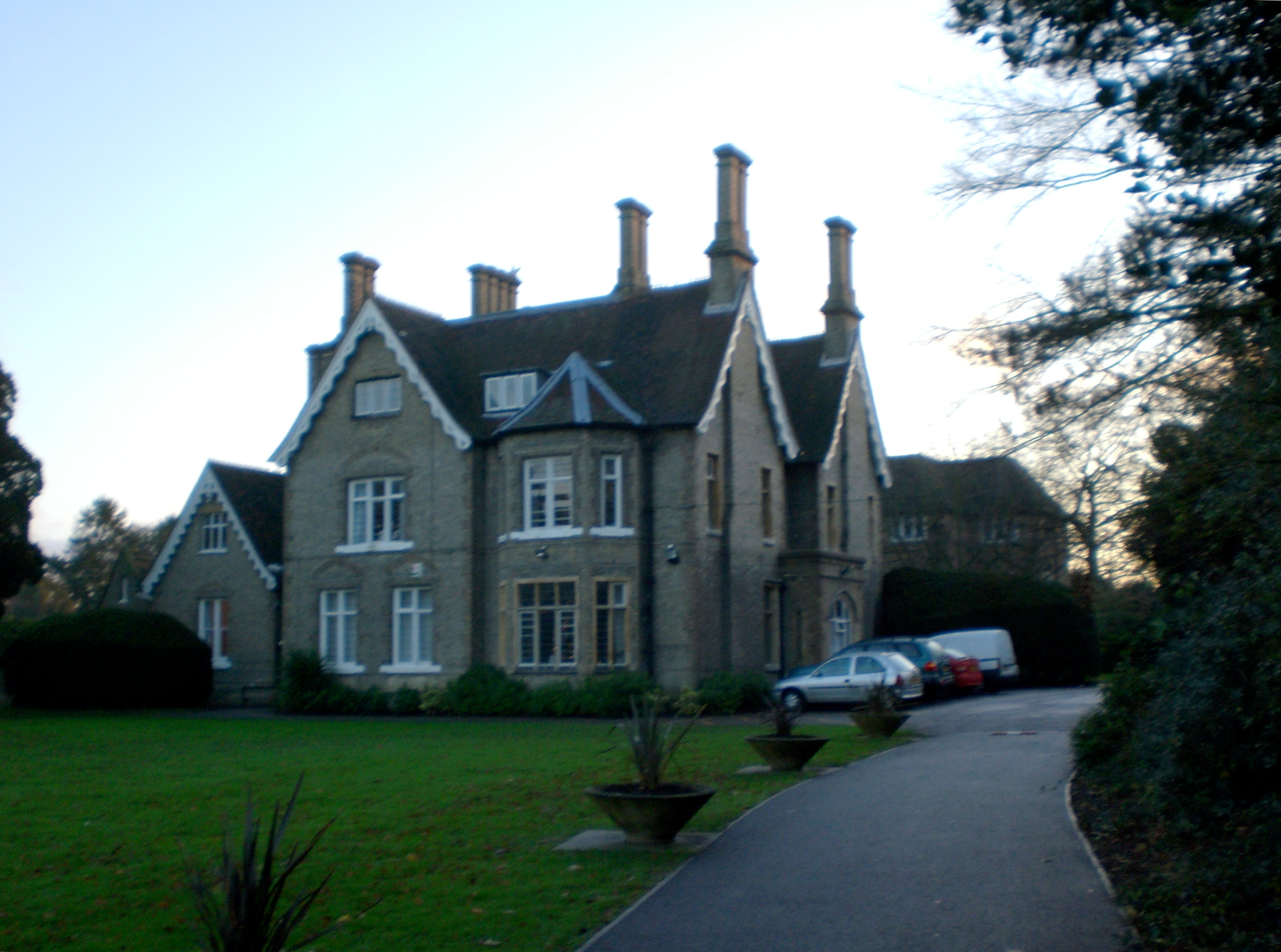
Thames House van HAEC

Hockerill Anglo-European College of HAEC is een internationaal internaat gelegen in Bishop's Stortford in het Verenigd Koninkrijk.
In 1850 werd er een opleidingscentrum voor leerkrachten gesticht. In 1978 werd het opleidingscentrum gesloten en in 1980 werd de school heropend onder de naam Hockerill School. In 1998 werd de school de naam Hockerill Anglo-European College gegeven en werd HAEC een van de eerste scholen in Engeland die het programma van de International Baccalaureate (IB Diploma Programme) aanbieden.
Onder de leiding van schoolhoofd Dr. Guthrie  verkreeg Hockerill de statuten Language College en Music College. De school is sterk gegroeid onder hem, vandaag telt ze 750 leerlingen waarvan 1/3 intern zijn. De Financial Times plaatste Hockerill  bovenaan in de lijsten van de beste Engelse scholen, Hockerill is de op vijf na beste school in het VK en een van de enigen in de top tien die het IB Diploma Programme aanbieden.
De school heeft een sterke internationale dimensie, een groot deel van de leerlingen zijn buitenlandse studenten en HAEC heeft connecties en organiseert uitwisselingen met scholen uit o.a. België, Duitsland, Frankrijk, India, Rwanda en Spanje.
Het internaat van de school is opgedeeld in 4 'houses' : Thames, Canterbury, Winchester en Roding. De academische kant van de school is opgedeeld in vier equipes, elk met een kleur: Brunel (blauw), da Vinci (rood), Goethe (groen) en Pascal (wit).